# دان إتش. كول
دان إتش. كول هو محامي وقاضي وسياسي أمريكي، ولد في 16 يونيو 1811، وتوفي في 8 نوفمبر 1881. نشط حزبياً في الحزب الجمهوري. وقد انتخب عضو جمعية ولاية نيويورك ‏ وانتخب عضو مجلس ولاية نيويورك ‏.